# Kevin Bacon
Kevin Norwood Bacon (Filadélfia, 8 de julho de 1958) é um premiado ator norte-americano que estreou em  Animal House e ganhou fama por seu papel no filme Footloose - Ritmo Louco, e desde então acumulou várias produções de sucesso no cinema e televisão. Seu alto volume de trabalho também inspirou um jogo, Seis Graus de Kevin Bacon, no qual, de acordo com a teoria dos seis graus de separação, todo ator da história pode ser conectado à carreira de Bacon.

## Biografia
Nascido e criado na Filadélfia, Kevin Bacon é o caçula entre seis irmãos. Aos 17 anos de idade mudou-se para Nova Iorque, em busca de realizar seu sonho de ser ator. Rapidamente, tornou-se aluno do Circle in the Square Theater, uma escola de teatro na Broadway.

### Início da carreira
Bacon fez a sua estreia no cinema em 1978, na comédia O Clube dos Cafajestes, estrelada por John Belushi e dirigida por John Landis. Em seguida, recusou fazer parte de uma série de televisão de mesmo nome, deixando Los Angeles e retornando a Nova Iorque, onde voltou a dedicar-se ao teatro.
Em 1982, ganhou um Obie Award, premiação distribuída a atores de fora do circuito da Broadway, por seu papel em Forty-Deuce. Logo em seguida, Bacon fez a sua estreia na Broadway, com a peça Slab Boys, atuando ao lado de Sean Penn e Val Kilmer.

### Estrelato e decadência
Após alguns outros papéis menores, incluindo uma participação no primeiro longa da série Sexta-Feira 13, a carreira de Bacon começou a ser notada a partir de Quando os Jovens se Tornam Adultos, filme de Barry Levinson, lançado em 1982. Atuando ao lado de outros atores iniciantes, como Steve Guttenberg, Mickey Rourke e Ellen Barkin, Bacon foi muito elogiado pela crítica por sua interpretação melancólica de Timothy Fenwick.

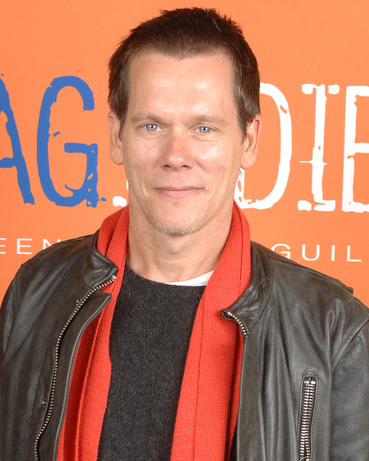
Kevin em 2007

Em seguida, ao ser escalado para interpretar Ren McCormick, no despretensioso musical Footloose, de 1984, Bacon mal poderia imaginar que esse seria o papel que alavancaria sua carreira, elevando-o à condição de astro de cinema.
Contudo, depois do sucesso, alcançado com  Quando os Jovens se Tornam Adultos e Footloose, a carreira de Bacon passou por um longo período de estagnação. Durante o resto da década de 80, todos seus filmes, como protagonista, resultaram em fracassos.

### Vida pessoal
Se a sua carreira não andava bem, pelo menos, em sua vida particular, as coisas começavam a se acertar. Em 1988, durante as filmagens de um filme para TV, chamado Lemon Sky, Bacon conheceu sua futura esposa Kyra Sedgwick. Casaram-se no mesmo ano e, nos anos seguintes, tiveram dois filhos: Travis Bacon e Sosie Ruth Bacon.

### Sucessos isolados
Em 1990, inesperadamente, Bacon obteve sucesso com um filme B de terror, chamado O Ataque dos Vermes Malditos, no qual ele interpretava um homem que salvava sua cidade de enormes monstros subterrâneos.
No mesmo ano, ao lado de Kiefer Sutherland, William Baldwin e Julia Roberts, atuou em Linha Mortal, outro filme que também lhe rendeu algum crédito.

### Reformulação da carreira
Por volta de 1991, desiludido com sua carreira, Bacon começou a pensar em desistir de ser o protagonista de seus filmes, para atuar como coadjuvante/secundário nos filmes de maiores orçamentos, sob a direção dos grandes diretores de Hollywood.
Assim sendo, trabalhou em JFK - A Pergunta Que Não Quer Calar, de Oliver Stone, e em Questão de Honra, de Rob Reiner. Em ambos os casos, as atuações de Bacon renderam-lhe elogios da crítica, colocando de volta a sua carreira nos trilhos.
Tendo decidido reformular sua carreira no cinema, Bacon também resolveu retornar às raízes e, em 1992, estrelou a peça de teatro Spike Heels, onde contracenou com a atriz Saundra Santiago.

### Novo estrelato
Contudo, foi somente a partir de 1994, após receber uma indicação ao Globo de Ouro por seu papel no filme Rio Selvagem, estrelado por Meryl Streep, que Kevin começou a se sentir mais confiante a respeito de sua nova carreira.
Seus trabalhos posteriores, Assassinato em Primeiro Grau, Apollo 13-Do Desastre ao Triunfo e Sleepers-A Vingança Adormecida, mantiveram-no em evidência.
De carreira nova, Bacon começou a sentir-se mais a vontade para tentar, novamente, ser a própria estrela de seus filmes. Com isso, em 1998, Bacon produziu e atuou em Garotas Selvagens, quando dividiu a cena com Matt Dillon e Neve Campbell.
Em seguida, estrelou em Ecos do Além e O Homem Sem Sombra, dois filmes de suspense.

### Carreira musical
No final dos anos 90, juntamente com seu irmão Michael Bacon, Kevin  formou a banda The Bacon Brothers. Desde então, a dupla já chegou a gravar quatro álbuns: Forosco (1997), Getting There (1998), Can't Complain (2001) e White Knuckles (2005).

### Filmes polêmicos
Bacon, que já havia ousado em Garotas Selvagens, quando protagonizara uma cena de nu frontal, tornou a se envolver, pelo menos, em mais dois filmes polêmicos.
O primeiro deles, O Lenhador, de 2004, contava a história de um pedófilo, recém-saído da prisão, tentando retomar sua vida. Apesar de aclamado pela crítica, talvez por seu tema difícil, o filme não alcançou grande sucesso de público.
Um ano mais tarde, Bacon atuou em A Verdade Nua, filme que acabou sendo censurado, em virtude de uma cena de sexo, na qual havia insinuação clara de atividade homossexual.
Em 2009, Bacon estrelou o filme O Retorno de um Herói, uma produção da HBO para televisão. O filme conta a história do Tenente-Coronel Michael Strobl, um veterano da Guerra do Golfo, que se oferece para levar os restos mortais de um garoto de 19 anos, morto na Guerra do Iraque, de volta a sua família.
Por sua atuação nesse filme, Bacon recebeu os prêmios de Melhor Ator em uma Minissérie ou Filme feitos para televisão, tanto na festa do Globo de Ouro, como na do Screen Actors Guild Award.

## Filmografia

### Cinema
- Guardiões da Galáxia: Especial de Natal (2022)
- História De Uma Garota (2017)
- Patriots Day (2016)
- Jayne Mansfield's Car (2012)[4]
- X-Men: Primeira Classe (2011)
- Elefante Branco (2011)
- Super (2010)
- À Procura do Homem Ideal (2009)
- Frost/Nixon (2008)
- Ligados Pelo Crime (2007)
- Trilhos do Destino (2007)
- Sentença de Morte (2007)
- A Verdade Nua (2005)
- Um Salão do Barulho (2005)
- Obsessão (2005)
- O Lenhador (2004)
- Em Carne Viva (2003)
- Sobre Meninos e Lobos (2003)
- Encurralada (2002)
- Droga da Sedução (2001)
- O Homem Sem Sombra (2000)
- Meu Cachorro Skip (2000)
- Ecos do Além (1999)
- Garotas Selvagens (1998)
- O Poder da Emoção (1998)
- Mentir na América (1997)
- Paixão de Ocasião (1997)
- Sleepers- A Vingança Adormecida (1996)
- Balto - Sua História Tornou-se Uma Lenda (1995)
- Apollo 13- Do Desastre ao Triunfo (1995)
- Assassinato em Primeiro Grau (1995)
- O Rio Selvagem (1994)
- Um Gigante de Talento (1994)
- Questão de Honra (1992)
- JFK- A Pergunta Que Não Quer Calar (1991)
- Ele Disse, Ela Disse (1991)
- Entre Amigos (1991)
- Piratas do Amor (1991)
- Linha Mortal (1990)
- O Ataque dos Vermes Malditos (1990)
- A Grande Comédia (1989)
- Inocente ou Culpado (1989)
- Ela Vai Ter um Bebê (1988)
- Antes Só do que Mal-Acompanhado (1987)
- Fibra de Heróis (1987)
- Águas Perigosas (1987)
- Quicksilver- O Prazer de Ganhar (1986)
- Footloose - Ritmo Louco (1984)
- Grandes Mudanças (1983)
- Quando os Jovens se Tornam Adultos (1982)
- Doce Sabor de um Sorriso (1981)
- Sexta-feira 13 (1980)
- Procura-se um Herói (1980)
- Encontros e Desencontros (1979)
- O Clube dos Cafajestes (1978)

### Televisão
- The Following (2013-2015)
- O Retorno de um Herói (2009)
- Chuck (2008-2011)
- Supernatural (2007)
- Will & Grace (2006)
- Cavedweller (2004)
- Lemon Sky (1988)
- The Demon Murder Case (1983)
- Once Upon a Time
- Once Upon a Time (5.ª temporada)

## Premiações
Globo de Ouro
- 1 vez eleito Melhor Ator em uma Minissérie ou Filme para televisão (O Retorno de um Herói): 2010
- 1 vez indicado a Melhor Ator (coadjuvante/secundário) (Rio Selvagem): 1995

Independent Spirit Awards
- 1 vez indicado a Melhor Ator (O Lenhador): 2005

Satellite Awards
- 1 vez indicado a Melhor Ator em um Filme de Drama (O Lenhador): 2005

Prémios Screen Actors Guild
- 1 vez eleito Melhor Ator em uma Minissérie ou Filme para televisão (O Retorno de um Herói): 2010
- 1 vez indicado a Melhor Ator (coadjuvante/secundário) (Assassinato em Primeiro Grau): 1996